# 秦岭雨蛙
秦岭雨蛙（学名：Hyla tsinlingensis）为雨蛙科雨蛙属的两栖动物，是中国的特有物种。分布于陕西、甘肃、湖北、四川、湖南等地，常栖息于高山稻田或水域附近。其生存的海拔范围为600至1341米。该物种的模式产地在陕西周至。